# Christoph II. Rosenhardt genannt Glockengießer
Christoph II. Rosenhardt genannt Glockengießer (* 6. Mai 1529 in Regensburg; † 28. Dezember 1594) war ein deutscher Glockengießer und Ratsgenannter.
Glockengießer war der Sohn von Christoph I. Glockengießer, Ratsherr und Stadtkämmerer in Regensburg, und Ursula, Tochter von Stephan Ungelter, Bürger in Regensburg aus Ulmer Patriziat. Nach dem Tod seines Vaters 1539 heiratete seine Mutter im Jahr darauf Hans III. Glockengießer.
Glockengießer heiratete am 13. Oktober 1556 in Nürnberg Catharina Beham, die aus einer alten Geschützgießerfamilie stammte. 1566 heiratete er Barbara Degir. Mit ihr hatte er unter anderen seinen Sohn Christoph III. den Jüngeren (1566–1630), mit dessen Tod die handwerkliche Tradition der Familie erlosch.
Glockengießer wurde Nachfolger seine Stiefvaters. Seine erste mit seinem Namen signierte Glocke wurde 1550 in Pfreimd bei Nabburg gegossen und seine letzte 1594 in Meiningen.
Ab 1564 war er auch Ratsgenannter in Nürnberg.

## Glocken (Auswahl)
- 1564: Ostheim bei Gunzenhausen
- um 1570: St. Ägidius, Redwitz an der Rodach
- 1572: Gerolzhofen
- 1573: Ellingen
- 1581: Kloster Banz, kam während des Dreißigjährigen Krieges nach Eisfeld/Thüringen
- 1585: Gochsheim bei Schweinfurt
- 1590: Berching bei Beilngries
- 1590: St. Johannes der Täufer, Schwand
- 1593: Neukirchen bei Sulzbach
- 1594: Stadtkirche Meiningen